# نايجل سيمبسون
نايجل سيمبسون (بالإنجليزية: Nigel Simpson)‏ هو لاعب اتحاد الرغبي فيجي، ولد في 25 أكتوبر 1975.